# 프랑수아랑구르
프랑수아랑구르(Trachypithecus francoisi) 또는 프랑수아잎원숭이는 루뚱원숭이의 일종이다. 중국 남서부에서부터 베트남에 걸쳐 분포한다.
몸길이 51~67cm, 몸무게 6kg이다.
털빛은 검은색이고 입에서 귀로 이어지는 흰 선이 있다.
볏처럼 위로 솟은 검은 머리털이 특징이다.
천적은 구름표범이다.
야생에서의 전체 개체수는 알려져있지 않지만, 베트남에 500마리 그리고 중국에 1,400-1650마리(IUCN, 2008년) 이하가 있는 것으로 추측되고 있다. 북아메리카의 동물원 등에 약 60여 마리가 겨우 사육되고 있다.
인디애나주 에번즈빌에 있는 미스커 공원 동물원은 이 희귀한 원숭이의 번식에 성공하여 주목을 받았다. 동물원은 2003년 11월에 샌디애고 동물원에서 2마리의 암컷, 량(Liang)과 사이(Sai)를 받았다. 2006년 8월에 각기, 수컷 새끼를 낳았다. 수컷은 2005년 12월 신시내티 동물원으로부터 왔다. 2008년 2월 량은 암컷 새끼를 낳았다.
2009년 3월, 오스트레일리아 타롱가 동물원에서 암컷 한 마리가 태어났다. 이 새끼는 어미로부터 버려져 동물원 직원으로부터 보살핌을 받았다.